# Achuzzam
Achuzzam (hebr. אחוזם) – moszaw położony w samorządzie regionu Lachisz, w Dystrykcie Południowym, w Izraelu.
Leży na pograniczu północno-zachodniej części pustyni Negew i Szefeli, w otoczeniu moszawów Szalwa, No’am i Lachisz.

## Historia
Moszaw został założony 30 października 1953 przez żydowskich imigrantów z Maroka i Afryki Północnej, którzy byli członkami ruchu Hapoel ha-Mizrachi. Początkowo nazywał się Ma'agalim, ale później zmieniono nazwę na Achuzzam - imię jednego z synów Aszura z plemienia Judy (1 Księga Kronik 4:6).
8 lipca 2005 przy moszawie doszło do zderzenia pociągu z samochodem ciężarowym. W wypadku zginął maszynista pociągu, a rannych zostało 36 osób.

## Kultura i sport
W moszawie jest ośrodek kultury.

## Gospodarka
Gospodarka moszawu opiera się na intensywnym rolnictwie.
Swoją siedzibę ma tutaj spółka A.B. Elad Garbage Clearing Ltd. specjalizująca się w wywózce śmieci.

## Komunikacja
Na wschód od moszawu przebiega autostrada nr 6, brak jednak możliwości bezpośredniego wjazdu na nią. Z moszawu wyjeżdża się w kierunku zachodnim na drogę ekspresową nr 40  (Kefar Sawa–Ketura).